# Benámer
Benámer es una entidad de población española del municipio de Muro de Alcoy, perteneciente a la provincia de Alicante, en la Comunidad Valenciana.

## Historia
Hacia mediados del siglo XIX, el lugar, ya por entonces perteneciente a Muro de Alcoy, tenía contabilizada una población de 150 habitantes. Aparece descrito en el cuarto volumen del Diccionario geográfico-estadístico-histórico de España y sus posesiones de Ultramar de Pascual Madoz con las siguientes palabras:

BENAMER: l. de la prov. de Alicante (12 horas), part. jud. de Concentaina (3/4), aud. terr., c. g. y dióc. de Valencia (19), ayunt. de Muro (V.): sit. á un cuarto de hora al E. de esta v. en la ribera izq. del r. ALcoy, con libre ventilacion y clima saludable: tiene sobre 44 casas de regulares proporciones y distribucion interior, un molino harinero; y es anejo en lo ecl. de Alcócer de Planes (V.). prod.: trigo, aceite y vino. pobl. 48 vecinos, 150 alm. En otro tiempo tuvo este l. ayunt. propio; pero en la actualidad depende de la jurisd. civil de Muro, como queda dicho, y forma como una especie de barrio suyo.
(Madoz, 1846, p. 178)

En 2022, la entidad singular de población tenía empadronados 134 habitantes y el núcleo de población, 129.